# Puente del aeropuerto de Brisbane
El Puente del aeropuerto de Brisbane es un paso elevado sobre la autovía M2 en Brisbane (Australia). Las simulaciones por ordenador predijeron que esta pasarela ahorrará diez minutos de tiempo de viaje.

## Construcción
Las empresas Thiess y John Holland colaboraron para la construcción de este puente en ménsula de hormigón pretensado con cuatro carriles, doce vanos y 750 m de largo, desde mayo de 2009 hasta su inauguración en noviembre de 2010.